# PSV München
Der Post SV München 1926 e. V. (PSV) ist ein Sportverein in München-Moosach, der überregional zunächst durch die Erfolge seiner Frauenhandballmannschaft bekannt wurde. In den letzten Jahren steigerten vor allem die Behindertensportler die Bekanntheit des Vereins.

## Geschichte
Die offizielle Gründungsversammlung des Post SV München fand im Mai 1926 statt. Nach dem Zweiten Weltkrieg konnte der Verein unter dem Namen „Verein für Leibesübungen 1926“ (VfL 1926) weiter bestehen bleiben und nahm 1952 seinen ursprünglichen Namen wieder an. Heute ist der Verein in 24 Abteilungen organisiert und hat ein breitgefächertes Angebot, darunter Aerobic, Badminton, Basketball, Behindertensport, Bogensport, Fechten, Freizeitsport, Fußball, Handball, Judo, Leichtathletik, Tennis, Tischtennis, Turnen, Unihockey, Volleyball sowie Fitnessgymnastik, Fitness-Studio, Gesundheitssport, Gymnastik, Kinderturnen, Lauf-Treff, Schwimmkurse, Selbstverteidigung, Seniorensport und Taekwondo.

## Handball
Ihre ersten Erfolge feierten die PSV-Handballerinnen auf dem Großfeld. Gleich vier Mal ging zwischen 1950 und 1959 die deutsche Meisterschaft in die bayerische Hauptstadt, zuletzt in Speldorf gegen den RSV Mülheim.
Zu nationalen Meisterehren reichte es im Hallenhandball zwar nie, aber zwei Teilnahmen an der Endrunde um die deutsche Meisterschaft stehen auch hier zu Buche. 1958, bei der ersten deutschen Meisterschaft im Hallenhandball, die in Frankfurt am Main ausgetragen wurde, spielten die Postlerinnen in einer Gruppe mit dem TV Vorwärts Frankfurt (3:0) und dem SV 04 Düsseldorf (2:3). Im Halbfinale schließlich kam trotz einer 1:0-Pausenführung das Aus gegen den späteren Meister Eimsbütteler TV (1:3). Das Spiel um Platz drei schließlich gewann man gegen den SSC Südwest Berlin mit 7:2. Ein Jahr später erreichte der PSV das Finale, das am 1. März 1959 in Hamburg ausgetragen wurde. 1.000 Zuschauer wohnten der Partie zwischen den Münchenerinnen und dem Eimsbütteler TV bei. Und wie im Vorjahreshalbfinale gewannen die Hamburgerinnen mit 3:1 und sicherten sich die deutsche Meisterschaft. 1960 und 1961 verbaute der 1. FC Nürnberg als Bayern-Meister den Münchenerinnen den Weg. 1962 konnte man sich nochmals für die Endrunde um die „Süddeutsche“ qualifizieren, doch unterlag man im entscheidenden Spiel vor heimischer Kulisse dem badischen Vertreter VfR Mannheim mit 3:4. In den folgenden Jahren wurde die Dominanz des 1. FC Nürnberg im bayrischen und süddeutschen Handball immer erdrückender, und als dann 1970 die süddeutsche Regionalliga ins Leben gerufen wurde, war der Post SV München schon nicht mehr dabei.
Die Männerabteilung spielte ab 1936 in der erstklassigen Handball-Gauliga Bayern, welche 1938, 1939 und 1941 gewonnen werden konnte. Dadurch qualifizierte sich der Verein in diesen Jahren für die Deutsche Feldhandball-Meisterschaft, in der 1939 das Halbfinale erreicht werden konnte. in der Zeit von 1951 bis 1958 konnten die PSVler 5× die bayerische Hallenhandball-Meisterschaft gewinnen und waren damit jeweils zur Teilnahme an der süddeutschen Meisterschaft qualifiziert. In der Saison 2022/23 spielen die PSV-Herren in der oberbayerischen Bezirksliga.
Die Handballabteilung nimmt derzeit mit einer Herrenmannschaft, zwei Damenteams und acht Nachwuchsmannschaften am Spielbetrieb des Bayerischen Handballverbandes (BHV) teil. In der Saison 2022/23 spielen die PSV-Damen in der oberbayerischen Bezirksoberliga und die Herren in der Bezirksliga.

### Größte Erfolge

Bereich des „Bayer. Handballverbandes“ (BHV)

#### Frauen
Feldhandball
- Deutscher Meister 1950, 1955, 1957, 1959
- Deutscher Vizemeister 1949, 1952, 1953, 1954
- Süddeutscher Meister 1949 bis 1957 und 1959

Hallenhandball
- Deutscher Vizemeister 1959
- Süddeutscher Meister 1958, 1959
- Süddeutscher Vizemeister 1962
- Aufstieg in die Landesliga-Bayern 2023
- Oberbayerischer Vizemeister 2023

#### Männer
- 6-facher Bayerischer Meister (I. Liga)
- Bayerischer Vizemeister (I. Liga) 1950
- 3-facher Gauliga-Meister Bayern (I.Liga)
- Süddeutscher Vizemeister 1956
- Bayerischer Vizemeister (I. Liga) 1959, 1960
- 1958 Gründungsmitglied der Bayernliga (I. Liga)

### Spielerpersönlichkeit
- Hans von Wodtke (Nationalspieler)

## Leichtathletik
Anni Biechl gewann bei den Olympischen Spielen 1960 in Rom die Silbermedaille in der 4-mal-100-Meter-Staffel. Die 800-Meter-Läuferinnen Christina Hering und Katharina Trost, die beide an den Olympischen Spielen 2021 in Tokio teilnahmen, sind Mitglied im PSV München. Beide starten bei Meisterschaften für die LG Stadtwerke München, einem Zusammenschluss mehrerer Münchner Vereine, um talentierte Leichtathleten gezielt zu fördern.

## Behindertensport
Angebote im Behindertensport gibt es für Leichtathletik, Krafttraining und Aquatraining. Vorzeigeathletin des Gesamtvereins ist jedoch die sehbehinderte Skilangläuferin und Biathletin Verena Bentele. Die vierfache Weltmeisterin gewann bei den Winter-Paralympics von 1998 bis 2006 insgesamt 7 Gold-, 2 Silber- und 2 Bronzemedaillen. 2010 in Vancouver kamen bei fünf Starts fünf weitere Goldmedaillen hinzu.

## Tischtennis
1938 wurde die Tischtennisabteilung u. a. von Rudolf Gruber gegründet. Die Herrenmannschaft des PSV spielte Anfang der 1950er Jahre in der Oberliga, der damals höchsten Spielklasse des deutschen Tischtennis. 1957 stieg sie in die Landesliga ab, ein Jahr später in die Bezirksliga. Zu den stärksten Spielern gehörte Matthäus Thurmaier.

## Fußball
Die Fußballer des PSV spielten in den 1930er Jahren in der damals zweithöchsten Spielklasse (Bezirksliga). Der Aufstieg in die höchste Spielklasse (Gauliga) wurde mehrmals erst in der Aufstiegsrunde verpasst. 1940 stellte der PSV München mit Franz Hammerl einen deutschen Nationalspieler. Die Heimspiele fanden bis in die 1960er Jahre im Poststadion an der Arnulfstraße statt.
2025/26 stellt der PSV München zwei Herrenmannschaften, die beide in der 12. und untersten Münchner Liga (C-Klasse) antreten. In Kooperation mit dem TSV Milbertshofen und dem SC Amicitia München gibt es auch eine Damenmannschaft, die in der Kreisklasse spielt. Dazu kommen mehrere Junioren- und Juniorinnen-Teams.